# Bythiospeum sandbergeri
Bythiospeum sandbergeri é uma espécie de gastrópode  da família Hydrobiidae.
É endémica da Alemanha.